# Mayon

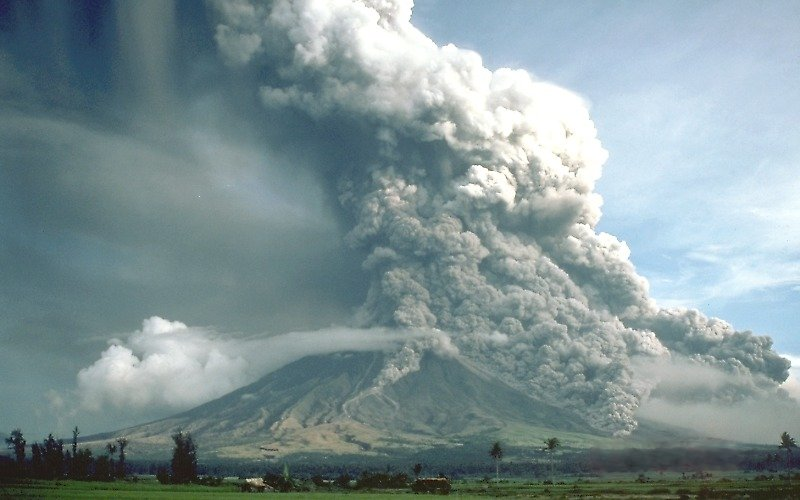
Pyroclastische stromen langs de flanken van de Mayon in 1984

De Mayon is een actieve vulkaan op het grootste Filipijnse eiland Luzon, zo'n 330 kilometer ten zuidoosten van de hoofdstad Manilla en een paar kilometer ten noorden van Legazpi. De vulkaan is een zogenaamde stratovulkaan van 2462 meter hoog met een bijna perfecte kegelvorm, die is ontstaan als gevolg van de vele uitbarstingen. Vanaf circa 1600 zijn er meer dan 50 uitbarstingen geregistreerd en daarmee is hij de actiefste vulkaan van de Filipijnen. De dodelijkste uitbarsting was die van 1814, toen enkele plaatsen werden bedolven door lava en ongeveer 1200 mensen om het leven kwamen. Bij een uitbarsting in 1993 vielen 79 doden en door uitbarstingen in 2000 en 2006 moesten tienduizenden mensen geëvacueerd worden. In 2009 kwam de vulkaan opnieuw tot leven. Vanaf 15 december werden 50.000 mensen in de directe omgeving van de Mayon geëvacueerd in afwachting van een mogelijk grote uitbarsting.

## Landschap en topografie
De Mayon ligt midden in de provincie Albay, in het zuidoosten van het grootste Filipijnse eiland Luzon op zo’n 330 kilometer ten zuidoosten van de Filipijnse hoofdstad Manilla. De Mayon ligt op het punt waar de grenzen van 8 gemeenten en steden samen komen. Dit zijn Tabaco, Malilipot, Santo Domingo, Legazpi, Daraga, Camalig, Guinobatan en Ligao, (vanaf het noorden met de klok mee). Een dergelijke octopunt is slechts op één andere locatie in de wereld te vinden. De Mayon is 2462 meter hoog en domineert het landschap in een verder vlakke provincie. Op de lager gelegen flanken van de vulkaan bevinden zich grote abaca-plantages. De vulkaan en het omliggende gebied vormen samen het "Mayon Volcano National Park".

## Uitbarstingen en activiteit
De meest verwoestende uitbarsting van de vulkaan vond plaats op 1 februari 1814 toen lavastromen het dorp Cagsawa overspoelden. Hierbij kwamen 1200 mensen om het leven. Slechts de klokkentoren van de kerk is nog terug te vinden. De ruïnes van Cagsawa zijn tegenwoordig een van de toeristische attracties van de gemeente Daraga.
In het resterende deel van de 19e eeuw werden nog 28 uitbarstingen geregistreerd. Het merendeel daarvan waren kleine uitbarstingen zonder al te veel gevolgen. Een enkele keer waren de gevolgen ernstiger en waren er wel slachtoffers. Zo vielen er bij een uitbarsting op 7 juli 1853, waarbij hete as, lahar en pyroclastische stromen vrijkwamen, vierendertig doden. Ook bij activiteit in december 1871 en januari 1872 vielen drie doden. De meest verwoestende uitbarsting, na die van 1814, was echter die van 1897. De pyroclastische stromen die vrijkwamen bereikten delen van Santo Domingo, Ligao en Legazpi. In totaal kwamen bij het geweld van de Mayon in de maanden juni en juli van 1897 ongeveer 350 mensen om het leven.
Bij de elf uitbarstingen na die van 1897 vielen geen slachtoffers. In 1984 werden 73.000 omwonenden op advies van wetenschappers van het Philippine Institute of Volcanology and Seismology geëvacueerd. Er ontstond een eruptiekolom van hete vulkanische as tot een hoogte van zo'n zestien kilometer. Ook ontstonden pyroclastische stromen aan de oost- en zuidoostzijde van de vulkaan.
Negen jaar later kwam de vulkaan opnieuw tot leven. Op 2 februari 1993 spuwde de Mayon zonder vooraankondiging gloeiende stenen en hete as uit, die tot tientallen kilometers ver terechtkwamen. Hoewel er sinds de uitbarsting van 1984 een veiligheidszone van zes kilometers rond de vulkaantop was ingesteld, vielen hierbij toch enkele tientallen slachtoffers, omdat dit advies door enkele tienduizenden mensen werd genegeerd. De meeste doden waren boeren die in hun rijstveld aan het werk waren en getroffen werden door de hete steenbrokken. Na de uitbarsting werd gewaarschuwd voor meer geweld en volgde een evacuatie van ruim 50.000 omwonenden. De vulkaan bleef nog tot begin april lava, as en stenen uitstoten. Hierbij vielen echter dankzij de evacuatie geen slachtoffers meer. In totaal kwamen 77 mensen om het leven als gevolg van het natuurgeweld.
De laatste jaren is de vulkaan weer actief geworden. Onder meer in 2006 dachten vulkanologen dat elk moment een eruptie te verwachten was. Op 8 augustus 2006 begonnen militairen daarom bewoners van de flanken van de berg te halen. Tot een grote uitbarsting kwam het echter niet en enige tijd later werd het waarschuwingsniveau weer omlaag gebracht. Eind 2009 dreigde er opnieuw gevaar. Vanaf 15 december 2009 werden 50.000 mensen geëvacueerd uit het gebied rondom de vulkaan. Ook in mei 2013 en september 2014 kwam de vulkaan weer in actie. Opnieuw werden er 50.000 mensen geëvacueerd. De recentste uitbarsting begon in april 2023.